# Неділя, проклята неділя
«Неділя, проклята неділя» (англ. Sunday Bloody Sunday) — британський мелодраматичний кінофільм Джона Шлезінгера, що вийшов на екрани у 1971 році. Головні ролі виконують Гленда Джексон, Мюррей Гед і Пітер Фінч.
Фільм отримав декілька номінацій на «Оскар», у тому числі за найкращу чоловічу і жіночу ролі для Фінча і Джексон, і на «Золотий глобус». Британським інститутом кіномистецтва визнаний одним з найвизначніших британських кінофільмів в історії. У березні 2016 року фільм увійшов до рейтингу 30-ти найвидатніших ЛГБТ-фільмів усіх часів, складеному Британським кіноінститутом за результатами опитування понад 100 кіноекспертів, проведеного до 30-річного ювілею Лондонського ЛГБТ-кінофестивалю BFI Flare.

## Сюжет
Єврейський лікар Деніел Гірш (Пітер Фінч) і консультант Алекс Гревілль (Гленда Джексон) закохані в одного чоловіка — скульптора Боба Елкіна (Мюррей Гед). Обоє знайомі один з одним і знають, що Елкін вільно переключається між ними, але миряться з ситуацією, побоюючись втратити його. Центральні теми фільму — бісексуальність і любовний трикутник.

## В ролях
| Актор          | Роль                          |
| -------------- | ----------------------------- |
| Гленда Джексон | Алекс Гревілль                |
| Мюррей Гед     | Боб Елкін                     |
| Пітер Фінч     | доктор Деніел Гірш            |
| Бессі Лав      | телефоністка-секретарь        |
| Тоні Бріттон   | Джордж Гардінг                |
| Пеггі Ашкрофт  | місис Гревілль, мати Алекс    |
| Моріс Денхам   | містер Гревілль, батько Алекс |
| Вівіан Піклз   | Альва Годсон                  |
| Френк Віндсор  | Білл Годсон                   |

Фільм став дебютом у великому кінематографі для 14-річного Деніела Дей-Люїса, майбутнього триразового володаря «Оскара», що з'явився в епізодичній ролі малолітнього вандала.

## Премії і нагороди
Фільм номінувався на премію «Оскар» у категоріях:
- найкраща чоловіча роль (Пітер Фінч)
- найкраща жіноча роль (Гленда Джексон)
- найкраща режисерська робота
- найкращий оригінальний сценарій

Також фільм отримав дві премії «БАФТА» — «Найкращий фільм» і «Найкраща режисерська робота», а також премію «Золотий глобус» в категорії «Найкращий іноземний англомовний фільм».
Проте фільм не здобув «Оскара»; існує думка, що причиною цього було табу на відкриту демонстрацію гомосексуальності позитивних персонажів.